# ベドリントン・テリア
ベドリントン・テリア（Bedlington Terrier）は、犬の1品種である。
テリアの一種であり、イングランド北西部のノーサンバーランド州にある炭鉱の町ベドリントンにちなんでいる。

## 外見
ベドリントン・テリアはしばしば「子羊のような風貌」とたとえられることがある。
これは糸くずあるいは繰り綿のような毛皮を持つためと考えられるが、この毛皮は抜け替わることがない。
生まれたときから青・薄茶・赤褐色の単色か、もしくはこれに黄褐色の斑を持ち、大人になるにつれてそれらの色がだんだん薄くなっていく。
頭部はくさび形で、きらきらと輝く目を持つ。
ソファなどでくつろいでいる時は従順そうに見えるが、ひとたび刺激を受けると一戦構えるような態度を見せ、あらゆる点でテリアの一種であると言える。
体の形はテリアとしてはやや異質であり、むしろグレーハウンドやウィペットに近いものであるため、かなりの速度で駆けることが可能である。
しかし一般的な猟犬とは前脚の構造が異なり、左右の前脚の間隔が肘よりも足の部分でより狭まっている。
このために、高速で獲物を追いかける際にも体の向きを急に変えることができるようになっている。
早足で歩く際には、ベドリントン・テリアはいかにも上品そうに見えるように足を上げて、つんとすましたような歩き方をする。

## 歴史
ベドリントン・テリアは、かつてはベドリントンと同じノーサンバーランド州にある炭鉱町ロスベリーにちなんで、ロズベリー・テリアと呼ばれていた。
ロスベリー・テリアはスコットランドとの境に近いロスベリーの森で、ジプシー（ロマ）によって飼育されていた。
実際、一説ではベドリントン・テリアはリス追いやその他のゲームのために、ジプシーの隊商で品種改良されたとも言われている。
1870年にベドリントンにおいて初めて公表されたベドリントン・テリアは、確かにロスベリー・テリアの品種改良によるものであったらしい。
他のテリアと異なり、ベドリントン・テリアの獲物（主にウサギ）は地下でなく地上で生活するため、早駆けや猟犬としての改良が必要だったと考えられている。
加えて、この犬種は一時期は闘犬にも用いられた。
最初のベドリントン・テリア・クラブは1877年に設立されている。

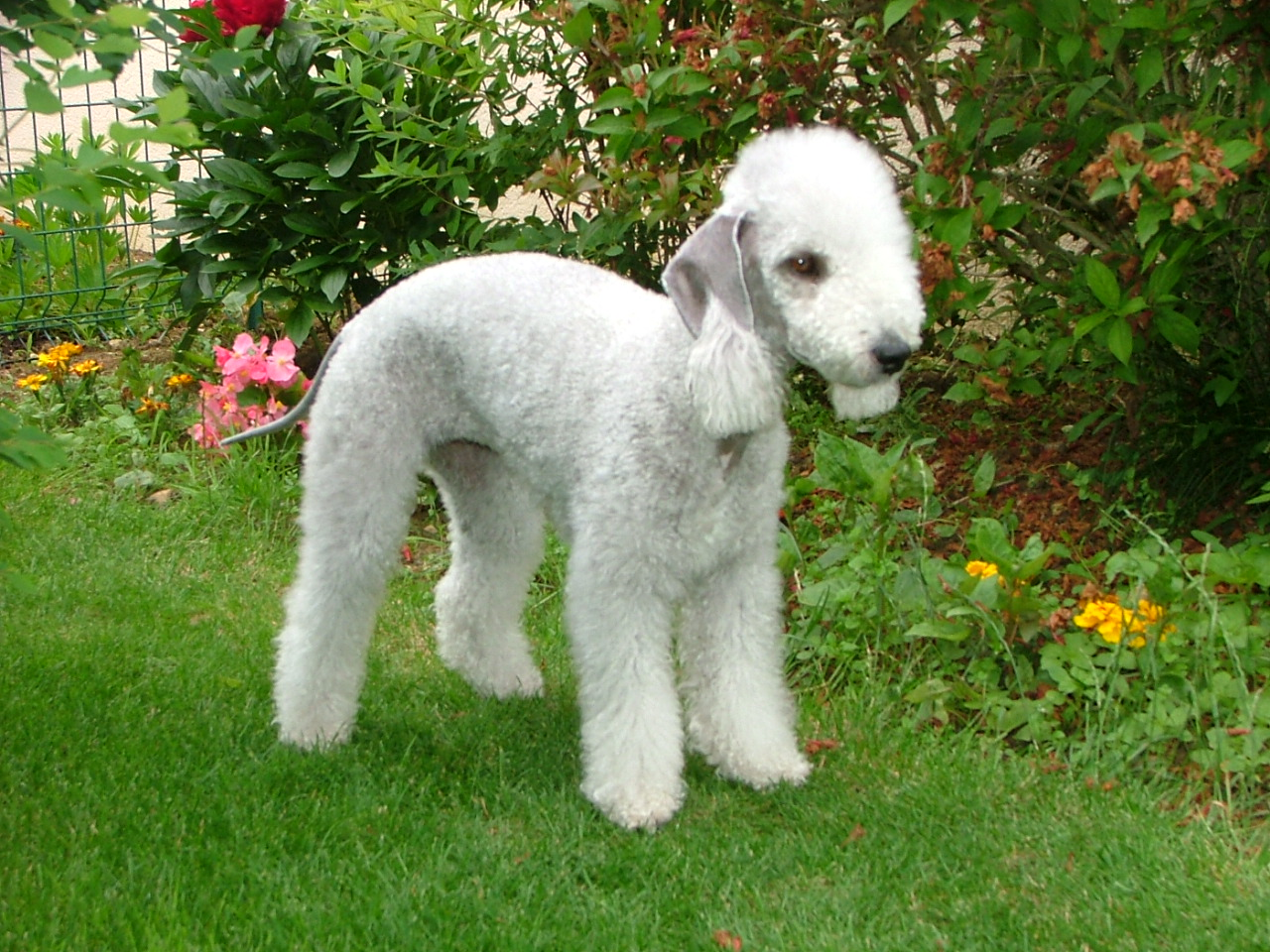
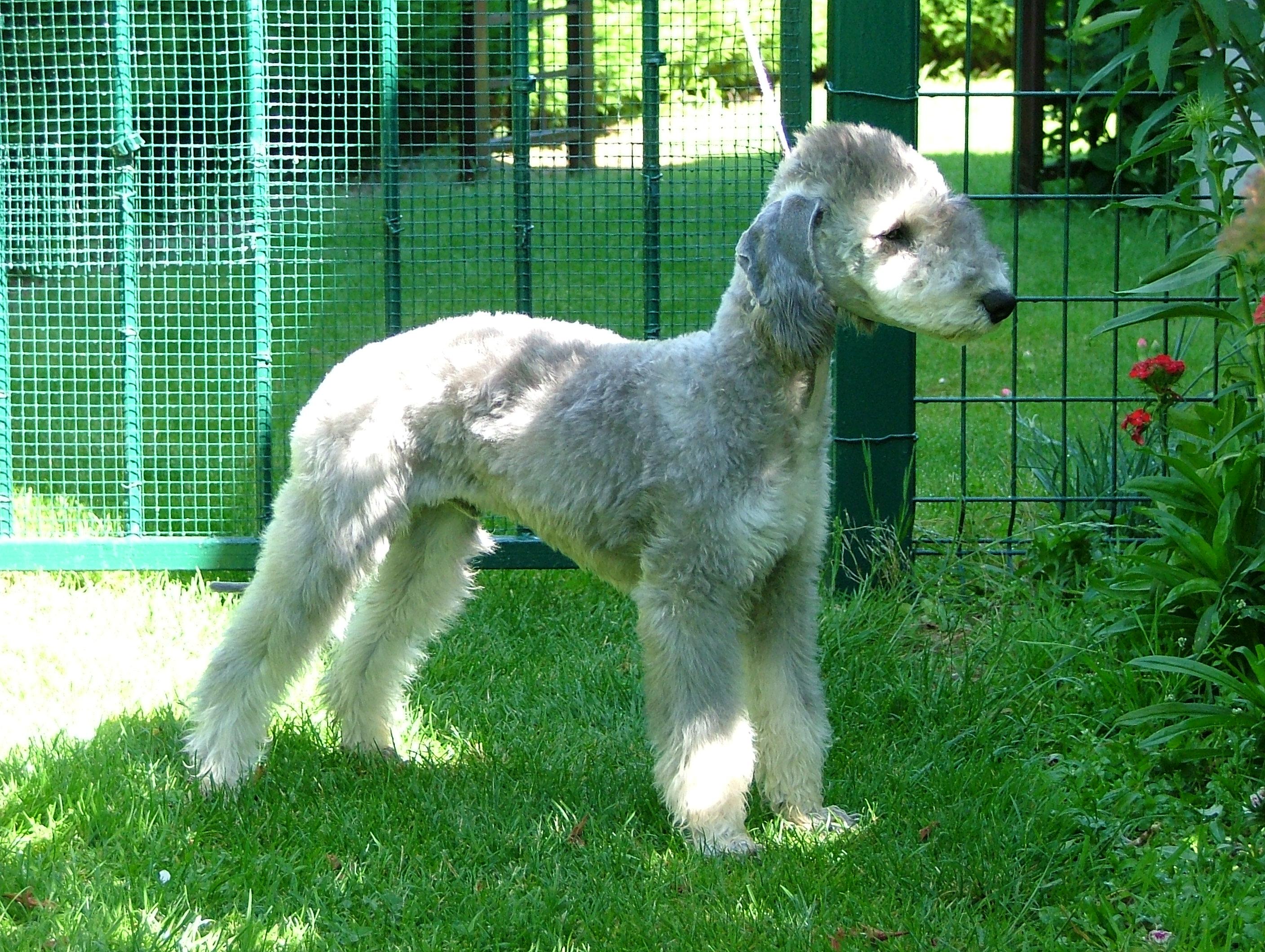
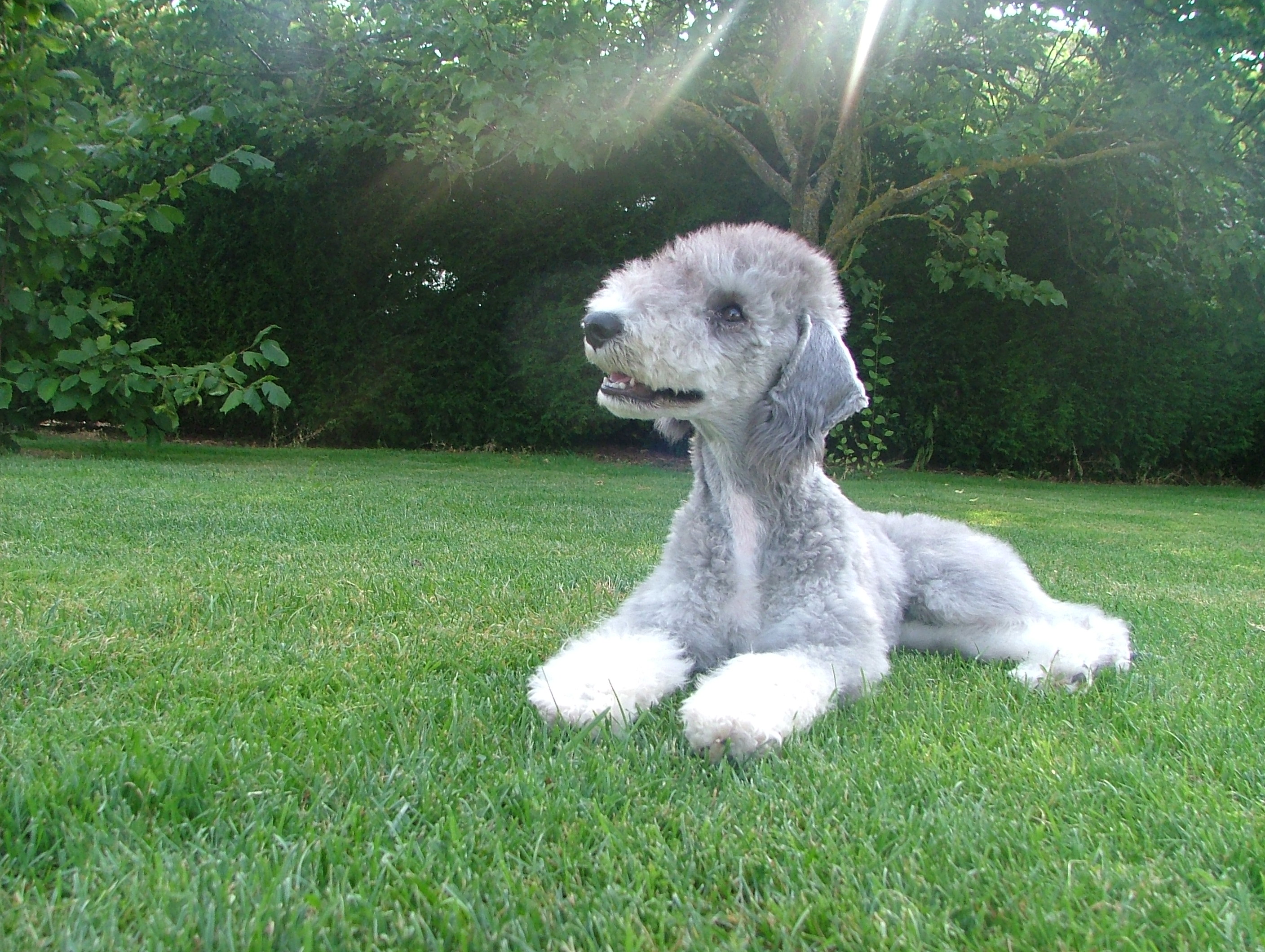